# Luigia Pascoli
Luigia Pascoli (Monfalcone, 23 ottobre 1805 – Bologna, 3 aprile 1882) è stata una pittrice italiana, specializzata in pittura di genere, spesso a pastello, che ha realizzato copie in miniatura di grandi maestri.

## Biografia
Apprese l'arte dal padre, insieme alla sorella Marianna Pascoli (1790–1846), ma poi si spostò a Milano, dove studiò presso l'incisore Antonio Nardello. Eseguì alcune miniature di manoscritti, oltre a ritratti e opere di genere. Lei e la sorella furono amiche intime di Antonio Canova.
Era residente a Venezia. Nel 1870 espose all'Esposizione di Parma Maddalena; nel 1877 a Napoli espose: Primo amore e La maschera; nel 1881 a Venezia: copia del San Marco di Tiziano; una copia della Cena in Emmaus del Giambellino; Una Puttina col gatto; Una Romana e Una venditrice di uova nel costume veneto.